# Willy Gysi
Willy Gysi, švicarski rokometaš, * 9. januar 1918, † 2007.
Leta 1936 je na poletnih olimpijskih igrah v Berlinu v sestavi švicarske rokometne reprezentance osvojil bronasto olimpijsko medaljo.